# Palacio de las Cigüeñas
El palacio de las Cigüeñas o casa de los Cáceres-Ovando es un edificio histórico del siglo XV ubicado en la ciudad española de Cáceres. Se ubica en la parte más alta del recinto monumental de la ciudad, en la plaza de San Pablo, una de las plazuelas sobre las que se extiende la plaza de San Mateo.
Se conoce por ese nombre por el gran número de cigüeñas que en ella anidaban. Fue edificada a finales del siglo XV y comienzos del siglo XVI por Diego Fernández de Cáceres y Ovando, probablemente en el entorno que ocupaba el antiguo alcázar almohade, edificándola principalmente con mampostería. La fachada está compuesta por un sencillo arco de medio punto con dovelas sobre el que hay una ventana y dos escudos de los Ovando-Mogollón. A los lados, en el primer piso, encontramos dos bíforas con arcos de herradura apuntados. Del interior destaca su patio gótico.
Pero lo que realmente destaca del conjunto es su alta torre con merlones sustentadas por pequeñas ménsulas. Se trata de la única torre no desmochada del recinto histórico, y mide 25 metros de altura. La casa de los Ovando se libró de la orden real, de Isabel la Católica, dictada contra las torres de todas las casas por la lealtad de las mismas a Juana la Beltraneja en la disputa del trono de Castilla. Tras la coronación de Isabel, se otorgó en 1480 a Diego Fernández de Cáceres y Ovando el derecho de levantar dicha torre. El palacio siguió habitado durante varios siglos por los descendientes de la familia Cáceres-Ovando, pasando concretamente a la rama de los marqueses de Camarena.
Se reformó en la década de 1940 para acoger la sede del Gobierno Militar y sigue actualmente en posesión del Ministerio de Defensa. Además de albergar oficinas administrativas militares, está abierto al público como centro cultural en el cual se han habilitado un museo militar y salas de exposiciones. En 2018 se abrió también al público su torre, de gran valor paisajístico por las vistas que ofrece del casco antiguo de la ciudad.